# Burlaci na Volze
Burlaci na Volze (rusky Бурлаки на Волге) je název obrazu ruského malíře Ilji Repina.
Ilja Jefimovič Repin, významný představitel uměleckého sdružení ruských výtvarníků peredvižnici, byl známý svými žánrovými scénami a náměty vycházejícími z historických událostí své vlasti. K jeho všeobecně nejznámějším dílům patří obraz Burlaci na Volze.
Myšlenkou na vytvoření tohoto díla se Repin začal zabývat již v roce 1868. Podnětem mu byla scéna, které byl svědkem při jednom z výletů parníkem po řece Něvě. Zde se poprvé měl možnost setkat s tzv. burlaky. Tak byli nazýváni nevolníci, ale i trestanci, kteří po břehu řeky tahali lodě proti proudu. Rozsáhlý materiál na tento obraz shromáždil Repin v letech 1870–1872 (jeho součástí byla i skica tužkou, dnes vystavená v Treťjakovské galerii).
Z postav, které jsou na obraze zachyceny, upoutají pozornost především tři muži v popředí, pravděpodobně jacísi předáci. Jeden z nich připomíná svou mohutnou postavou a skloněnou hlavou se rozcuchanými vlasy bohatýra či hrdinu starých ruských bylin. Uprostřed je muž, kterého Repin namaloval podle někdejšího kněze, člověka velmi přemýšlivého, s neuvěřitelnou hloubkou a bohatstvím svého duševního světa. Předák, který je k divákovi nejblíže, je bývalý námořník. Muži se ze všech sil zapírají do hrubých popruhů a jejich pohledy plné vzdoru a nenávisti nejlépe vypovídají o jejich těžkém údělu.
Interpretace námětu překročila u Repina rámec žánrového díla. Malíř zde dosáhl skvělého výtvarného a společenského zobecnění zobrazovaného tématu. Mnozí z Repinových současníků viděli v tomto obraze ostrou morální výčitku za život lidí na periferii společnosti, ale současně přesvědčení, že úcta k prostému lidu není jen frází.
Po dokončení byl obraz vystaven v roce 1873 na umělecké výstavě v Petrohradě a hned nato opustil území země, aby mohl být prezentován na Světové výstavě ve Vídni. Jak doma, tak i v hlavním městě Rakousko-Uherska sklidil velký úspěch. Ještě na výstavě ho za tři tisíce rublů (ekvivalent průměrné mzdy za 10 let) koupil velkokníže Vladimír Alexandrovič a zavěsil ho v kulečníkovém salonu svého paláce. Zde obraz visel až do roku 1917, kdy se v rámci konfiskací uměleckých předmětů po Říjnové revoluci dostal do Státního ruského muzea.